# Pandémie de Covid-19 aux Tuvalu
La pandémie de Covid-19 aux Tuvalu démarre officiellement le 20 mai 2022. C'est officiellement l'avant-dernier pays souverain à être resté indemne, l'autre étant le Turkménistan mais avec certains doutes sur la véracité des chiffres transmis par les autorités sanitaires nationales.

## Premières mesures
Le 20 mars 2020, le gouverneur général de Tuvalu a déclaré l'état d'urgence des atolls à la lumière de la pandémie de Covid-19. L'état d'urgence durera 14 jours jusqu'à nouvel ordre. Dans le cadre de la déclaration, les rassemblements publics seront limités à 10 personnes maximum.
Gràce aux mesures d'isolement, le pays ne comptait encore aucun cas de contamination en février 2022 et la moitié de la population était vaccinée

## Premiers cas
Le premier cas arrive le 20 mai 2022 lorsque le Premier ministre par intérim de Tuvalu, Minute Taupo, a annoncé les cas avec trois autres suspects. Tous les cas étaient arrivés sur un vol en provenance des Fidji ;cela n'a donné lieu à aucune restriction.

## Statistiques

Nombre de cas à Tuvalu depuis le début de l'épidémie.

Nombre de morts à Tuvalu depuis le début de l'épidémie.